# Eisschnelllauf-Mehrkampfeuropameisterschaft 2002

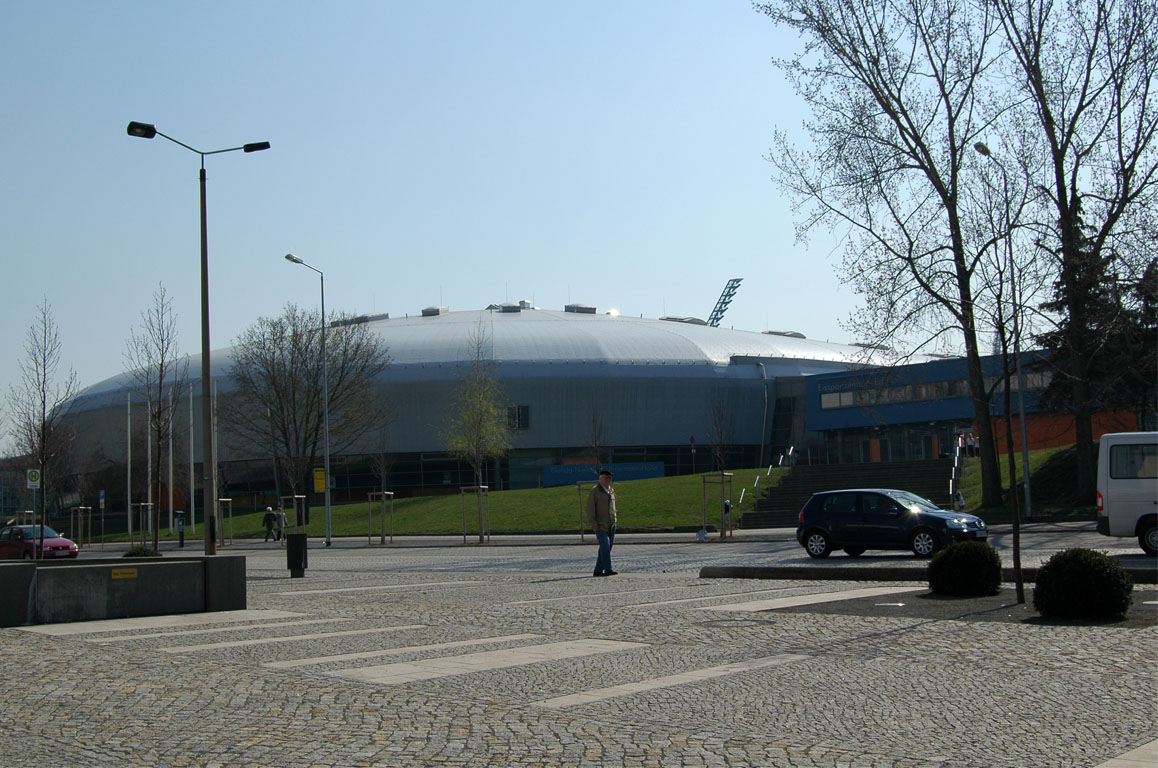
Gunda-Niemann-Stirnemann-Halle

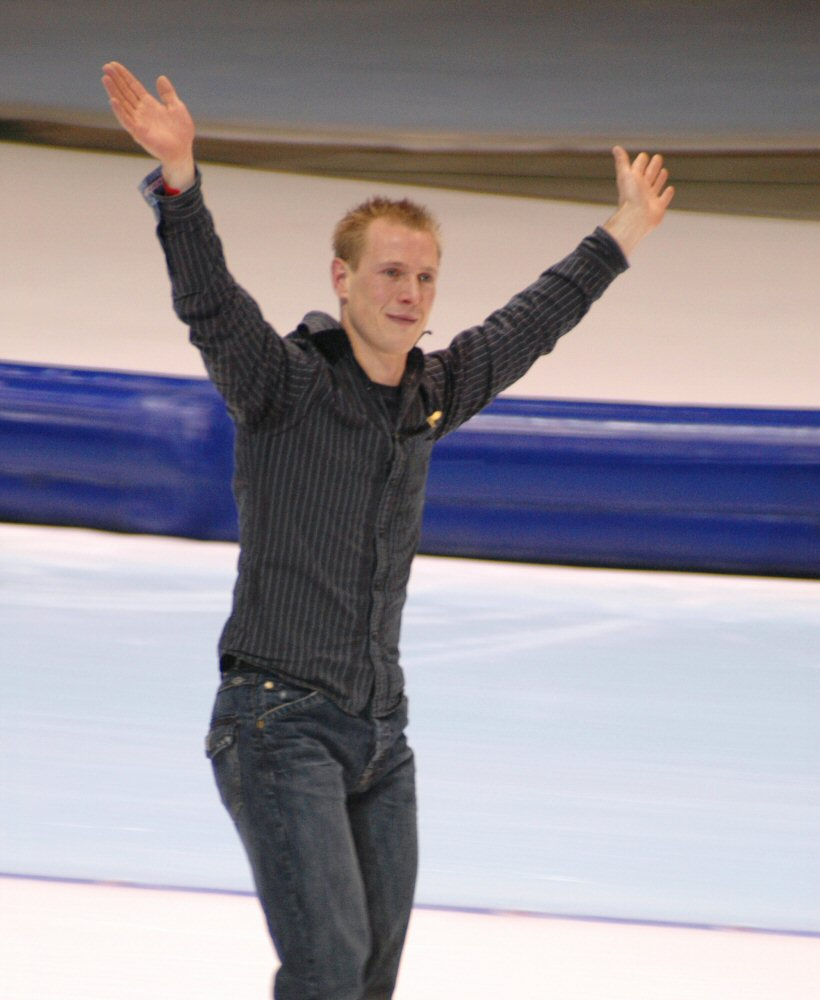
Europameister Jochem Uytdehaage

Die 98. Eisschnelllauf-Mehrkampfeuropameisterschaft (27. der Frauen) wurde vom 4. bis 6. Januar 2002 im deutschen Erfurt ausgetragen.

## Teilnehmende Nationen
- 58 Sportler aus 18 Nationen nahmen am Mehrkampf teil.

| Teilnehmende Nationen              | Teilnehmende Nationen                      | Teilnehmende Nationen               | Teilnehmende Nationen            | Teilnehmende Nationen |
| ---------------------------------- | ------------------------------------------ | ----------------------------------- | -------------------------------- | --------------------- |
| Österreich Belgien Belarus Schweiz | Tschechien Deutschland Finnland Frankreich | Ungarn Italien Lettland Niederlande | Norwegen Polen Rumänien Russland | Schweden Ukraine      |

## Wettbewerb

### Frauen

#### Endstand Kleiner Vierkampf
- Zeigt die ersten zwölf Finalteilnehmerinnen der Mehrkampf-EM über 5000 Meter

| Rang | Name                 | 500 Meter  | Pkt.  | 3000 Meter   | Pkt.  | 1500 Meter   | Pkt.  | 5000 Meter   | Pkt.  | Gesamt- punkte |
| ---- | -------------------- | ---------- | ----- | ------------ | ----- | ------------ | ----- | ------------ | ----- | -------------- |
| 1    | Anni Friesinger      | 39,67 (1)  | 39,67 | 4:12,33 (1)  | 42,05 | 1:58,73 (1)  | 39,57 | 7:09,19 (2)  | 42,91 | 164,220        |
| 2    | Claudia Pechstein    | 40,16 (2)  | 40,16 | 4:13,58 (3)  | 42,26 | 2:00,78 (2)  | 40,26 | 7:09,04 (1)  | 42,90 | 165,587        |
| 3    | Renate Groenewold    | 40,69 (5)  | 40,69 | 4:13,27 (2)  | 42,21 | 2:01,33 (5)  | 40,44 | 7:13,85 (3)  | 43,38 | 166,729        |
| 4    | Tonny de Jong        | 40,17 (3)  | 40,17 | 4:15,86 (5)  | 42,64 | 2:01,14 (4)  | 40,38 | 7:15,70 (4)  | 43,57 | 166,763        |
| 5    | Warwara Baryschewa   | 40,22 (4)  | 40,22 | 4:17,90 (8)  | 42,98 | 2:00,87 (3)  | 40,29 | 7:21,92 (7)  | 44,19 | 167,685        |
| 6    | Marja Vis            | 41,16 (9)  | 41,16 | 4:15,78 (4)  | 42,63 | 2:02,46 (6)  | 40,82 | 7:18,65 (5)  | 43,86 | 168,475        |
| 7    | Daniela Anschütz     | 41,17 (10) | 41,17 | 4:17,53 (6)  | 42,92 | 2:02,82 (8)  | 40,94 | 7:20,36 (6)  | 44,03 | 169,067        |
| 8    | Tatjana Trapesnikowa | 41,15 (8)  | 41,15 | 4:17,69 (7)  | 42,94 | 2:02,71 (7)  | 40,90 | 7:22,06 (8)  | 44,20 | 169,207        |
| 9    | Walentina Jakschina  | 42,08 (17) | 42,08 | 4:19,58 (9)  | 43,26 | 2:03,31 (9)  | 41,10 | 7:23,03 (9)  | 44,30 | 170,749        |
| 10   | Anette Tønsberg      | 41,79 (15) | 41,79 | 4:23,85 (13) | 43,97 | 2:03,43 (10) | 41,14 | 7:28,72 (11) | 44,87 | 171,780        |
| 11   | Barbara de Loor      | 40,92 (6)  | 40,92 | 4:23,40 (12) | 43,90 | 2:05,39 (16) | 41,79 | 7:32,12 (12) | 45,21 | 171,828        |
| 12   | Tatjana Sjatsjkova   | 42,36 (20) | 42,36 | 4:22,99 (10) | 43,83 | 2:03,71 (11) | 41,23 | 7:25,05 (10) | 44,50 | 171,932        |

#### 500 Meter
| Platz | Name                 | Land        | Zeit  | Punkte |
| ----- | -------------------- | ----------- | ----- | ------ |
| 1     | Anni Friesinger      | Deutschland | 39,67 | 39,67  |
| 2     | Claudia Pechstein    | Deutschland | 40,16 | 40,16  |
| 3     | Tonny de Jong        | Niederlande | 40,17 | 40,17  |
| 4     | Warwara Baryschewa   | Russland    | 40,22 | 40,22  |
| 5     | Renate Groenewold    | Niederlande | 40,69 | 40,69  |
| 6     | Barbara de Loor      | Niederlande | 40,92 | 40,92  |
| 7     | Emese Dörfler-Antal  | Österreich  | 41,10 | 41,10  |
| 8     | Tatjana Trapesnikowa | Russland    | 41,15 | 41,15  |
| 9     | Marja Vis            | Niederlande | 41,16 | 41,16  |
| 10    | Daniela Anschütz     | Deutschland | 41,17 | 41,17  |
|       |                      |             |       |        |
| 13    | Katrin Kalex         | Deutschland | 41,62 | 41,62  |

#### 3000 Meter
| Platz | Name                 | Land        | Zeit    | Punkte |
| ----- | -------------------- | ----------- | ------- | ------ |
| 1     | Anni Friesinger      | Deutschland | 4:12,33 | 42,05  |
| 2     | Renate Groenewold    | Niederlande | 4:13,27 | 42,21  |
| 3     | Claudia Pechstein    | Deutschland | 4:13,58 | 42,26  |
| 4     | Marja Vis            | Niederlande | 4:15,78 | 42,63  |
| 5     | Tonny de Jong        | Niederlande | 4:15,86 | 42,64  |
| 6     | Daniela Anschütz     | Deutschland | 4:17,53 | 42,92  |
| 7     | Tatjana Trapesnikowa | Russland    | 4:17,69 | 42,94  |
| 8     | Warwara Baryschewa   | Russland    | 4:17,90 | 42,98  |
| 9     | Walentina Jakschina  | Russland    | 4:19,58 | 43,26  |
| 10    | Tatjana Sjatsjkova   | Russland    | 4:22,99 | 43,83  |
| 11    | Emese Dörfler-Antal  | Österreich  | 4:23,38 | 43,89  |
|       |                      |             |         |        |
| 14    | Katrin Kalex         | Deutschland | 4:24,73 | 44,12  |

#### 1500 Meter
| Platz | Name                 | Land        | Zeit    | Punkte |
| ----- | -------------------- | ----------- | ------- | ------ |
| 1     | Anni Friesinger      | Deutschland | 1:58,73 | 39,57  |
| 2     | Claudia Pechstein    | Deutschland | 2:00,78 | 40,26  |
| 3     | Warwara Baryschewa   | Russland    | 2:00,87 | 40,29  |
| 4     | Tonny de Jong        | Niederlande | 2:01,14 | 40,38  |
| 5     | Renate Groenewold    | Niederlande | 2:01,33 | 40,44  |
| 6     | Marja Vis            | Niederlande | 2:02,46 | 40,82  |
| 7     | Tatjana Trapesnikowa | Russland    | 2:02,71 | 40,90  |
| 8     | Daniela Anschütz     | Deutschland | 2:02,82 | 40,94  |
| 9     | Walentina Jakschina  | Russland    | 2:03,31 | 41,10  |
| 10    | Anette Tønsberg      | Norwegen    | 2:03,43 | 41,14  |
|       |                      |             |         |        |
| 12    | Emese Dörfler-Antal  | Österreich  | 2:03,92 | 41,30  |
| 14    | Katrin Kalex         | Deutschland | 2:04,29 | 41,43  |

#### 5000 Meter
| Platz | Name                 | Land        | Zeit    | Punkte |
| ----- | -------------------- | ----------- | ------- | ------ |
| 1     | Claudia Pechstein    | Deutschland | 7:09,04 | 42,90  |
| 2     | Anni Friesinger      | Deutschland | 7:09,19 | 42,91  |
| 3     | Renate Groenewold    | Niederlande | 7:13,85 | 43,38  |
| 4     | Tonny de Jong        | Niederlande | 7:15,70 | 43,57  |
| 5     | Marja Vis            | Niederlande | 7:18,65 | 43,86  |
| 6     | Daniela Anschütz     | Deutschland | 7:20,36 | 44,03  |
| 7     | Warwara Baryschewa   | Russland    | 7:21,92 | 44,19  |
| 8     | Tatjana Trapesnikowa | Russland    | 7:22,06 | 44,20  |
| 9     | Walentina Jakschina  | Russland    | 7:23,03 | 44,30  |
| 10    | Tatjana Sjatsjkova   | Russland    | 7:25,05 | 44,50  |
|       |                      |             |         |        |
| 13    | Katrin Kalex         | Deutschland | 7:35,53 | 45,55  |
| 15    | Emese Dörfler-Antal  | Österreich  | 7:37,50 | 45,75  |

### Männer

#### Endstand Großer Vierkampf
- Zeigt die ersten zwölf Finalteilnehmer der Mehrkampf-EM über 10.000 Meter

| Rang | Name              | 500 Meter  | Pkt:  | 5000 Meter   | Pkt.  | 1500 Meter   | Pkt.  | 10.000 Meter  | Pkt.  | Gesamt- punkte |
| ---- | ----------------- | ---------- | ----- | ------------ | ----- | ------------ | ----- | ------------- | ----- | -------------- |
| 1    | Jochem Uytdehaage | 37,29 (4)  | 37,29 | 6:37,63 (2)  | 39,76 | 1:51,82 (5)  | 37,27 | 13:42,81 (5)  | 41,14 | 155,466        |
| 2    | Carl Verheijen    | 38,48 (18) | 38,48 | 6:37,54 (1)  | 39,75 | 1:51,77 (4)  | 37,25 | 13:40,85 (3)  | 41,04 | 156,532        |
| 3    | Dmitri Schepel    | 37,33 (5)  | 37,33 | 6:46,46 (13) | 40,64 | 1:51,06 (2)  | 37,02 | 13:55,44 (9)  | 41,77 | 156,768        |
| 4    | Eskil Ervik       | 38,38 (16) | 38,38 | 6:41,18 (5)  | 40,11 | 1:53,16 (14) | 37,72 | 13:42,06 (4)  | 41,10 | 157,321        |
| 5    | Petter Andersen   | 36,63 (1)  | 36,63 | 6:55,72 (23) | 41,57 | 1:49,73 (1)  | 36,57 | 14:11,73 (14) | 42,58 | 157,364        |
| 6    | André Vreugdenhil | 37,15 (3)  | 37,15 | 6:45,32 (12) | 40,53 | 1:53,01 (11) | 37,67 | 14:04,22 (13) | 42,21 | 157,563        |
| 7    | Roberto Sighel    | 37,73 (11) | 37,73 | 6:43,28 (8)  | 40,32 | 1:53,15 (13) | 37,71 | 13:57,09 (10) | 41,85 | 157,628        |
| 8    | Jelmer Beulenkamp | 37,85 (13) | 37,85 | 6:43,86 (10) | 40,38 | 1:53,12 (12) | 37,70 | 13:59,62 (11) | 41,98 | 157,923        |
| 9    | Paweł Jan Zygmunt | 38,66 (20) | 38,66 | 6:42,26 (6)  | 40,22 | 1:54,02 (23) | 38,00 | 13:40,77 (2)  | 41,03 | 157,930        |
| 10   | Christian Breuer  | 36,79 (2)  | 36,79 | 6:53,79 (22) | 41,37 | 1:51,87 (6)  | 37,29 | 14:11,75 (15) | 42,58 | 157,986        |
| 11   | Alexander Kibalko | 37,49 (9)  | 37,49 | 6:44,57 (11) | 40,45 | 1:52,71 (10) | 37,57 | 14:18,93 (16) | 42,94 | 158,463        |
| 12   | Johan Röjler      | 38,82 (22) | 38,82 | 6:43,32 (9)  | 40,33 | 1:53,35 (16) | 37,78 | 13:52,04 (8)  | 41,60 | 158,537        |

#### 500 Meter
| Platz | Name                 | Land        | Zeit  | Punkte |
| ----- | -------------------- | ----------- | ----- | ------ |
| 1     | Petter Andersen      | Norwegen    | 36,63 | 36,63  |
| 2     | Christian Breuer     | Deutschland | 36,79 | 36,79  |
| 3     | André Vreugdenhil    | Belgien     | 37,15 | 37,15  |
| 4     | Jochem Uytdehaage    | Niederlande | 37,29 | 37,29  |
| 5     | Dmitri Schepel       | Russland    | 37,33 | 37,33  |
| 6     | Risto Rosendahl      | Finnland    | 37,34 | 37,34  |
| 7     | Zsolt Baló           | Ungarn      | 37,36 | 37,36  |
| 8     | Vesa Rosendahl       | Finnland    | 37,42 | 37,42  |
| 9     | Alexander Kibalko    | Russland    | 37,49 | 37,49  |
| 10    | Andrij Fomin         | Ukraine     | 37,67 | 37,67  |
|       |                      |             |       |        |
| 12    | Jan Friesinger       | Deutschland | 37,79 | 37,79  |
| 14    | Danny Leger          | Deutschland | 38,19 | 38,19  |
| 24    | Christian Zoller     | Österreich  | 38,88 | 38,88  |
| 26    | Marnix ten Kortenaar | Österreich  | 39,08 | 39,08  |
| 29    | Frank Dittrich       | Deutschland | 39,36 | 39,36  |

#### 5000 Meter
| Platz | Name                 | Land        | Zeit    | Punkte |
| ----- | -------------------- | ----------- | ------- | ------ |
| 1     | Carl Verheijen       | Niederlande | 6:37,54 | 39,75  |
| 2     | Jochem Uytdehaage    | Niederlande | 6:37,63 | 39,76  |
| 3     | Bart Veldkamp        | Belgien     | 6:40,12 | 40,01  |
| 4     | Frank Dittrich       | Deutschland | 6:41,14 | 40,11  |
| 5     | Eskil Ervik          | Norwegen    | 6:41,18 | 40,11  |
| 6     | Paweł Jan Zygmunt    | Polen       | 6:42,26 | 40,22  |
| 7     | Stian Bjørge         | Norwegen    | 6:42,96 | 40,29  |
| 8     | Roberto Sighel       | Italien     | 6:43,28 | 40,32  |
| 9     | Johan Röjler         | Schweden    | 6:43,32 | 40,33  |
| 10    | Jelmer Beulenkamp    | Niederlande | 6:43,86 | 40,38  |
|       |                      |             |         |        |
| 16    | Martin Feigenwinter  | Schweiz     | 6:48,16 | 40,81  |
| 17    | Jan Friesinger       | Deutschland | 6:48,18 | 40,81  |
| 19    | Danny Leger          | Deutschland | 6:49,33 | 40,93  |
| 20    | Marnix ten Kortenaar | Österreich  | 6:51,28 | 41,12  |
| 22    | Christian Breuer     | Deutschland | 6:53,79 | 41,37  |
| 30    | Christian Zoller     | Österreich  | 7:18,63 | 43,86  |

#### 1500 Meter
| Platz | Name                | Land        | Zeit    | Punkte |
| ----- | ------------------- | ----------- | ------- | ------ |
| 1     | Petter Andersen     | Norwegen    | 1:49,73 | 36,57  |
| 2     | Dmitri Schepel      | Russland    | 1:51,06 | 37,02  |
| 3     | Vesa Rosendahl      | Finnland    | 1:51,50 | 37,16  |
| 4     | Carl Verheijen      | Niederlande | 1:51,77 | 37,25  |
| 5     | Jochem Uytdehaage   | Niederlande | 1:51,82 | 37,27  |
| 6     | Christian Breuer    | Deutschland | 1:51,87 | 37,29  |
| 7     | Danny Leger         | Deutschland | 1:52,07 | 37,35  |
| 8     | Jan Friesinger      | Deutschland | 1:52,38 | 37,46  |
| 9     | Zsolt Baló          | Ungarn      | 1:52,54 | 37,51  |
| 10    | Alexander Kibalko   | Russland    | 1:52,71 | 37,57  |
|       |                     |             |         |        |
| 26    | Frank Dittrich      | Deutschland | 1:55,75 | 38,58  |
| 28    | Martin Feigenwinter | Schweiz     | 1:57,45 | 39,15  |

#### 10.000 Meter
| Platz | Name              | Land        | Zeit     | Punkte |
| ----- | ----------------- | ----------- | -------- | ------ |
| 1     | Frank Dittrich    | Deutschland | 13:33,61 | 40,68  |
| 2     | Paweł Jan Zygmunt | Polen       | 13:40,77 | 41,03  |
| 3     | Carl Verheijen    | Niederlande | 13:40,85 | 41,04  |
| 4     | Eskil Ervik       | Norwegen    | 13:42,06 | 41,10  |
| 5     | Jochem Uytdehaage | Niederlande | 13:42,81 | 41,14  |
| 6     | Bart Veldkamp     | Belgien     | 13:46,83 | 41,34  |
| 7     | Stian Bjørge      | Norwegen    | 13:48,70 | 41,43  |
| 8     | Johan Röjler      | Schweden    | 13:52,04 | 41,60  |
| 9     | Dmitri Schepel    | Russland    | 13:55,44 | 41,77  |
| 10    | Roberto Sighel    | Italien     | 13:57,09 | 41,85  |
|       |                   |             |          |        |
| 15    | Christian Breuer  | Deutschland | 14:11,75 | 42,58  |